# Zynga
Zynga Inc. (wym. / zɪŋɡə /) – amerykańskie przedsiębiorstwo zajmujące się produkcją gier przeglądarkowych z siedzibą w San Francisco, w stanie Kalifornia. Przedsiębiorstwo rozwija zarówno samodzielne gry przeglądarkowe, jak i dla portali społecznościowych takich jak Facebook czy Myspace.
W 2013 roku Zynga miała ponad 250 milionów aktywnych użytkowników. Cztery gry firmy: CityVille, FarmVille, Zynga Poker i FrontierVille są najczęściej używanymi grami na portalu Facebook, z czego CityVille posiada 20 milionów aktywnych użytkowników.